# Contro Colote
Contro Colote (Adversus Colotem - in grecoː Πρὸς Κωλώτην) è un saggio di Plutarco, incluso nei suoi Moralia.

## Origine dell'opera
Colote di Lampsaco, discepolo diretto di Epicuro, scrisse nella prima metà del III secolo a.C. un testo polemico, inteso a dimostrare che tutte le dottrine filosofiche diverse da quella del suo maestro negavano legittimità alla vita vissuta, in quanto tutte, sia pure in vario modo, negavano fede alla testimonianza dei sensi. Quest’opera andò perduta nella tarda antichità, ma ne conosciamo abbastanza bene il contenuto appunto grazie alla disamina che ne svolge Plutarco.

## Struttura
L'Adversus Colotem fu composto, in effetti, come un anti-commentario dell’opuscolo ὅτι κατὰ τὰ τῶν ἄλλων φιλοσόφων δόγματα οὐδὲ ζῆν ἐστιν (Risulta impossibile vivere secondo le dottrine degli altri filosofi’): esso è, infatti, costruito accostando una parafrasi dello scritto di Colote (citazione di un lemma, parafrasato o letterale) alle repliche plutarchee.
L’opera di Plutarco si può suddividere in tre sezioni: prologo, elenco dei filosofi attaccati da Colote con relativa difesa di Plutarco, epilogo.
La prima sezione coincide con la cornice dialogica, nella quale è presente la dedica di Plutarco a Lucio Erennio Saturnino, che è perfettamente speculare alla dedica di Colote a Tolomeo II, e nella quale è descritta la situazione da cui ha preso avvio il dialogo. Plutarco "narratore" espone in prima persona la discussione avvenuta tra il Plutarco "personaggio" e gli altri partecipanti, in quella che sembra essere solo una cornice letteraria.
La seconda sezione rappresenta il nucleo centrale dell’opera, sia da un punto di vista quantitativo che qualitativo. Infatti, oltre a occupare circa i due terzi dell’intera opera, inverte la scelta cronologica di Colote: nel libro dell’epicure, infatti, l’elenco dei filosofi seguiva un ordine cronologico, con la sola eccezione di Democrito che fu il primo filosofo ad essere attaccato da Colote, pur essendo successivo a Parmenide, Melisso ed Empedocle. Plutarco, invece, segue, esplicitamente discostandosi dall’avversario, un ordine diverso: parte, in verità, anche lui da Democrito per poi passare ad Empedocle, Parmenide, Platone, Socrate, Stilpone, i Cirenaici, Arcesilao.
L’opera si conclude con l’elogio del ruolo della filosofia per il vivere civile. Per Plutarco, infatti, sono le dottrine dei filosofi (escluse quelle epicuree) a rendere l’uomo eticamente e politicamente educato, tanto che, se anche fossero abolite le leggi ma si lasciassero in vigore queste dottrine, l’uomo sarebbe ben lontano dal divorarsi l’un l’altro.

## Analisi critica
Già dal prologo si evidenziano i principali temi e le grandi scelte strategiche che strutturano l’opera nel suo complesso: l’ignoranza di Colote, l’incoerenza degli Epicurei, la posizione di giudice imparziale che Plutarco si attribuisce, l’immoralità dello stile di vita epicureo. Plutarco, in questo che è un vero e proprio pamphlet, dimostra di essere soprattutto avverso all’epicureismo e alle sue implicazioni etico–politiche, riprendendo la polemica anche nelle opere Non è possibile vivere felici seguendo Epicuro e nel Se sia ben detto «vivi nascosto».